# Dossier K. (boek)
Dossier K. is een boek van de schrijver Jef Geeraerts. De eerste druk verscheen in 2002 bij uitgeverij Prometheus. Het Genootschap van Vlaamse Misdaadauteurs bekroonde dit werk in 2003 met haar jaarlijkse prijs De Diamanten Kogel.
Deze roman werd in 2009 verfilmd door Jan Verheyen, het werd de tweede verfilmde thriller van Geeraerts' Vincke & Verstuyft-reeks.
Het boek speelt in Antwerpen en in het bergachtige noorden van Albanië en bouwt verder op het boek De PG uit 1998. Het recherche-team van de Antwerpse politie ontdekt na de moord op twee Albanezen in een Turks restaurant het wapen waarmee op 11 juni 1999 procureur-generaal (PG) Albert Savelkoul werd doodgeschoten. Deze zaak werd destijds geseponeerd. Commissaris Verstuyft ontmoet tijdens zijn speurwerk naar een verband tussen beide misdaden tegenkanting en interventies van bovenaf, vooral uit de hoek van het Opus Dei, wat tot grote spanningen en gewelddadigheden leidt.
Voor het schrijven van zijn thriller kreeg Geeraerts de medewerking van de Antwerpse recherche. Zijn politieroman ademt de sfeer van de gesloten wereld van de Albanese onderwereld, waar nog steeds de "Kanun", het Albanese gewoonterecht, wordt toegepast. Geeraerts combineert een spannende plot met zijn maatschappijkritische visie op Belgische overheidsinstellingen als justitie en politie.

## Inhoud
Nazim Tahir, die in 1999 in Antwerpen procureur-generaal Albert Savelkoul had vermoord en sindsdien - al drie jaren - ondergedoken leeft in het afgelegen en bergachtige noorden van Albanië, wordt terug naar Antwerpen gevorderd door peetvader (prenk) Ramiz Shehu.
Op een donderdagnacht in juni 2002 worden twee koffiedrinkende Albanese klanten met een mitrailleur beschoten en afgemaakt in een Turks restaurant aan de Antwerpse Korenmarkt (Oude Koornmarkt?). De Lokale Politie is snel ter plaatse en roept commissaris "Goliath" Verstuyft van de Antwerpse Lokale Recherche op. Samen met zijn assistent Charly De Leenheer gaat hij de zaak verder uitzoeken. Bij prenk Ramiz Shehu worden ze niet veel wijzer, maar ze vermoeden dat er in de buurt van Shehu's woning, op het beruchte Falconplein, meer aanwijzingen te vinden zullen zijn. Want daar bleken de slachtoffers te wonen.
Om 5 uur 's morgens wordt de voordeur van huis nummer 23 geforceerd en verschaffen de politie-inspecteurs zichzelf toegang tot de kamers van de gedode Albanezen, waar ze onder meer een Colt.45-pistool met geluiddemper, samen met een hoeveelheid munitie vinden. Onderzoek levert al snel op dat dit het wapen is waarmee in 1999 PG Savelkoul is gedood, maar een contactpersoon uit het Albanese milieu, die hierover aan de tand wordt gevoeld, produceert enkel "mist". Commissaris Verstuyft besluit daarop om zijn oude collega Eric Vincke te bellen, die sinds zijn pensionering in de Provence woont: hij kan snel naar Antwerpen komen.
Als Nazim Tahir vanuit Albanië in Antwerpen arriveert wordt hij meteen op straat herkend door een landgenoot uit een andere clan, die hem - samen met zijn neef - onhandig schaduwt. Met de hulp van prenk Shehu kunnen deze twee makkelijk geïdentificeerd worden, waarna Shehu aan Tahir een pistool overhandigt, samen met de opdracht om de 'lastposten' uit te schakelen.
Terwijl Verstuyft met De Leenheer, gepensioneerde Vincke en onderzoeksrechter Van den Heede op een vrije avond de koppen bij elkaar steken, schiet Nazim Tahir in actie. Koelbloedig vermoordt hij zijn schaduwende landgenoot en legt hem neer voor de dancing waar hij als portier werkt. Verstuyft wordt daarop meteen naar de plaats van de moord in het Statiekwartier geroepen door de politie. Zij gaan er met zijn vieren naartoe.
Nazim Tahir kruist daarna toevallig een prestigieuze dure uitvoering van een Mercedes. Hij schiet de bestuurder dood als die voor een garagebox stopt en vlucht met de wagen. Pas dan realiseert hij zich dat hij impulsief heeft gereageerd, maar hij volhardt in de boosheid door contact te zoeken met Naomi, de bloedmooie dochter van een bekend Antwerps advocaat, met wie hij voor 1999 al een relatie had.
Al snel weet de concurrerende Albanese clan wie hun portier heeft omgebracht en worden er wraakplannen voorbereid. De moordenaar van het Turkse restaurant - uit dezelfde clan - houdt zich voorlopig schuil in het Franse Rijsel.
De vier speurders zetten dan hun onderonsje voort in de woning van de onderzoeksrechter. Eric Vincke toont daar zijn exemplaar van de Kanun en deelt mee dat hij via een - eveneens gepensioneerde - diplomaat meer inzicht verwacht in de Albanese clanstructuren. Zo legt het viertal speurders alvast een link van de Albanese onderwereld met de geseponeerde moord destijds op de overspelige en dus chantabele PG Savelkoul, een chanterend Opus Dei, het in haar opdracht opererend Brussels detectivebureau en een strafexpeditie van een Albanese crimineel tegen een Belgisch Opus Dei-kopstuk. De Antwerpse PG had eerst een dossier naar zich toegetrokken, waarna 35 kilo heroïne plots veranderde in talkpoeder en de Albanese verdachten vrijuit konden gaan.
De moord op de eigenaar van de dure Mercedes wordt pas 's anderendaags 's ochtends gevonden. Commissaris Verstuyft en zijn ploeg doen er de vaststellingen, Vincke krijgt uitzicht op een lijst met clannamen uit Tirana, terwijl Nazim en Naomi het geweld de wereld uit vrijen. 's Namiddags treffen de speurende oud-collega's elkaar weer, dan staat niet alleen vast dat de moord op de portier en de Mercedesmoord met hetzelfde wapen zijn gepleegd, maar ook dat er meer bewijs is voor een verband met de moord op de PG: afgebeten sigarettenfilters op de plaats van de moorden met hetzelfde DNA: een plichtsgetrouwe wetsdienaar had kopietjes gemaakt van bewijsstukken uit 1999, voordat de zaak werd geseponeerd. Diezelfde avond wordt de geroofde Mercedes onherkenbaar gemaakt en wordt ook de tweede schaduwende Albanees, neef van de portier, door Nazim Tahir geliquideerd.
De volgende dag wordt dankzij schriftelijke informatie uit Albanië duidelijker hoe in Antwerpen de onderlinge verhoudingen in het Albanese milieu liggen. Meteen wordt de Albanese contactpersoon - met pistool - opgehaald voor verhoor, en ondertussen wordt in het Statiekwartier het derde lijk ontdekt, inclusief herkenbare kogel en kogelhuls.
De Albanees laat tijdens het verhoor merken dat hij wel degelijk weet wie de moorden heeft gepleegd, en ook dat hij laatst de politie daarbij op het verkeerde been had gezet. Hij wordt vrijgelaten nadat hij beloofd heeft om spoedig meer informatie door te bellen, maar maakt zich zo snel mogelijk onzichtbaar door in Rijsel onder te duiken. Later vinden zowel de contactpersoon van Verstuyft als de moordenaar van het Turkse restaurant de dood in een zwaar auto-ongeluk op de snelweg tussen Rijsel en Antwerpen. Ze hadden wraak moeten nemen op Nazim Tahir, na de moorden op de Albanese portier en zijn neef.
Daarna sluit langzaam maar zeker het net: de Antwerpse rechercheurs lijken eerst meer grip te krijgen op de situatie. Met hulp van collega's lokaliseren ze de verblijfplaats van Nazim Tahir, die door hen is ontmaskerd als de gevaarlijke, drievoudige moordenaar. Maar de problemen van de speurders groeien als ze tegelijk een link met de moord op de PG in 1999 willen leggen: aanvankelijk lukt het om deze geseponeerde zaak weer boven water te halen, maar meteen wordt er vanuit de hoogste justitiële instanties ingegrepen. Als onderzoeksdaden van de Antwerpse speurders in het Opus Dei-milieu worden tegengewerkt, begint ook de recuperatie van het geseponeerde dossier: met groot machtsvertoon van een speciale eenheid in de federale politie worden Nazim Tahir en zijn vriendin Naomi, dochter van een bekend Antwerps advocaat, gelokaliseerd en afgemaakt door politiekogels. Dit alles gebeurt in samenspraak van surnumerairs, gehuwde leden van Opus Dei, binnen het gerecht met de Belgische leiding van het geheime genootschap, met het doel om elk verband met de sepo uit te wissen en de zaak van de PG te laten rusten.